# Паралельні хімічні реакції
Паралельні хімічні реакції (англ. parallel reactions) — дві або більше елементарних реакцій, що йдуть одночасно й мають один або більше спільних реактантiв, що реагують у кожній з реакцій у напрямку утворення інших продуктів, наприклад,
A → B, A → C, A → D.
Синонім — рівнобіжні реакції.